# Gephyrothuria alcocki
Gephyrothuria alcocki is een zeekomkommer uit de familie Gephyrothuriidae.
De wetenschappelijke naam van de soort werd in 1905 gepubliceerd door René Koehler & Clément Vaney.